# Bryum leucoglyphodon
Bryum leucoglyphodon är en bladmossart som beskrevs av Philibert 1900. Bryum leucoglyphodon ingår i släktet bryummossor, och familjen Bryaceae. Inga underarter finns listade i Catalogue of Life.